# André Zaoui
Pour les articles homonymes, voir Zaoui.
André Chalom Zaoui (4 juin 1916, Oran, Algérie - 26 août 2009, Jérusalem, Israël) est un rabbin libéral (réformé), éduqué comme rabbin orthodoxe. Il contribue à la renaissance de l’Union Libérale Israélite (ULI) après-guerre et fait rayonner le judaïsme libéral français au-delà des frontières de la rue Copernic.

## Biographie

### Avant la Seconde Guerre mondiale
André Zaoui est né en 1916, à Oran, (Algérie), dans une famille de six enfants.
Lorsqu'il a 3 ans, son père meurt de la grippe espagnole. Il est alors reconnu comme pupille de la Nation.
Il fait ses études primaires à l'école de l'Alliance israélite universelle à Oran.
De 1936 à 1939, il étudie au Séminaire israélite de France (SIF). Il obtient son diplôme de rabbin en 1945, obtention différée en raison de la guerre.

### La Seconde Guerre mondiale
Il devient aumônier des armées pendant la campagne d'Italie et la campagne d'Alsace.

### Après la Seconde Guerre mondiale
En 1946, il succède au rabbin Louis-Germain Lévy, fondateur de l’Union Libérale Israélite.
André Zaoui est ainsi présenté par le Président Marcel Greilsammer à la communauté lors de l’office de Pessa'h, le lundi 15 avril 1946: 
«Membre du Rabbinat français, rabbin à Sidi Bel Abbès pendant deux années, puis aumônier aux armées pendant les campagnes d’Italie et d’Alsace, décoré de la croix de guerre, professeur à l’École Maïmonide (Boulogne-Billancourt), acquis aux tendances du judaïsme libéral, Monsieur le rabbin Zaoui nous apportera le dynamisme de sa jeunesse et de sa foi, joint à sa profonde connaissance des choses sacrées».

#### Un rabbin investi auprès de ses fidèles
Après la Shoah, le rabbin Zaoui redonne vie à la communauté avec enthousiasme et dévouement.
Il supprime progressivement les offices du dimanche matin, institués par son prédécesseur pour compléter ceux du samedi et les remplace par les offices du samedi soir, de fin de shabbat.
Il donne une plus grande place à l’hébreu dans les prières.
Les offices attirent un public de plus en plus nombreux, au point que Copernic devient trop petit pour les grandes fêtes: des salles de concert parisiennes, Salle Gaveau, puis Salle Pleyel, vont accueillir les fidèles à ces occasions.
Il crée le Talmud-Torah dont il confie la direction à Colette Kessler.

#### La Revue de la pensée juive
Le rabbin Zaoui créé avec les fidèles de Copernic un cercle de la pensée juive qui se transforme en "Revue de la Pensée Juive" qu’il dirige avec Robert Aron et Marcel Greilsammer.
Le rayonnement intellectuel de cette revue dans laquelle écrivent Martin Buber, Edmond Fleg, Vladimir Jankélévitch, Gershom Scholem et Jules Isaac fait beaucoup pour la reconnaissance de l’ULI.
Avec Jules Isaac, il intervient dans l’affaire Finaly. Il s’investit dans les amitiés judéochrétiennes.

#### Un guide pour le judaïsme libéral
En 1954, il crée au quartier latin à Paris, le centre Hillel, foyer et bibliothèque pour les étudiants juifs.
En 1955, avec l’aide de la World Union for Progressive Judaism, il fonde l’Institut National d’Études Hébraïques de la rue Servandoni dont la mission consiste à former des rabbins libéraux francophones et des enseignants et des enseignantes du judaïsme.
Martin Buber, Leo Baeck et J. Schirman viennent y enseigner. Les rabbins Daniel Farhi, François Garai , Albert Dahan, Albert Abecassis , Nissim Gabay y sont formés et en sont diplômés.
Le rabbin Zaoui représente le judaïsme libéral français auprès de l’Union mondiale du judaïsme libéral. Il participe à tous ses congrès ainsi qu’à de nombreuses réunions interconfessionnelles en France et à l’étranger.
En 1962-1964, après avoir organisé en Israël un voyage pour les jeunes de Copernic (1953), il passe deux ans à Jérusalem. Durant ce séjour, il crée la synagogue libérale Har-El dont il prend la tête en 1969. Il fait alors son alyah.
Le 26 août 2009, le rabbin André Zaoui meurt à Jérusalem à l’âge de 93 ans.

## Œuvres
- l’Enseignement libéral du judaïsme, 1962
- Nouvelle édition du rituel de prières journalières, 1968
- Mémoires rédigées en hébreu, 1984
- Valentin Nikiprowetzky et André Zaoui (Traduction). Le livre de la connaissance, de Moïse Maïmonide. Préface  de Shlomo Pinès Presses universitaires de France - Collection : Quadrige Grands textes, 2004,  (ISBN 2130547273)

## Distinctions
- Croix de guerre 1939-1945
- Chevalier de l'Ordre national du Mérite